# Championnat de Hongrie de football de deuxième division
Le Nemzeti Bajnokság II, couramment appelé NB II (en français : "Championnat National 2"), actuellement Merkantil Bank Liga est la deuxième division du championnat de Hongrie de football professionnel, fondé en 1901. Durant l'histoire, la compétition a porté plusieurs noms tels que la NB I/B ou encore la NB I entre 1998 et 2000. À cette époque-là, la NB II désignait le troisième échelon hongrois. 
Le format du championnat a de très nombreuses fois changé, passant d'un seul à plusieurs groupes. Avant la saison 2013–2014, 32 équipes étaient divisées en deux conférences (est et ouest) composées de 16 équipes chacune. Ensuite, la fédération a décidé de regrouper les deux poules en une seule de 16 équipes. Le championnat compte en 2023 20 équipes.

## Système
Le championnat est organisé par la Fédération hongroise de football (MLSZ) et sponsorisé par la société Ness Hungary Kft., filiale de Ness Technologies. À la fin de la saison constituée de 30 journées, les deux premières équipes accèdent à l'élite, le Nemzeti Bajnokság I, remplacées par les 15e et 16e de la première division. Les trois dernières équipes de la NB II (14e, 15e et 16e) sont quant à elles reléguées dans l'échelon inférieur, le Nemzeti Bajnokság III et remplacées par les vainqueurs des trois groupes de la troisième division.
Jusqu'en 2012, un match par journée était diffusé à la télévision sur la chaîne Duna TV. Cette dernière a décidé en octobre 2012 de consacrer entièrement sa diffusion footballistique à la première division. Durant la saison 2014-2015, la chaîne a cependant diffusé ponctuellement des rencontres du championnat de deuxième division.

## Palmarès
| Saison         | Groupe                                              | Champion                                                                         | Vice-champion                                                                    | Troisième                                                                         |
| -------------- | --------------------------------------------------- | -------------------------------------------------------------------------------- | -------------------------------------------------------------------------------- | --------------------------------------------------------------------------------- |
| 1901           | –                                                   | 33 FC                                                                            | Rákosszentmihályi STE                                                            | Újpesti TE                                                                        |
| 1902           | –                                                   | Postás SE                                                                        | MTK                                                                              | Törekvés SE                                                                       |
| 1903           | –                                                   | Fővárosi TC                                                                      | Újpesti TE                                                                       | Budapesti SC                                                                      |
| 1904           | –                                                   | Újpesti TE                                                                       | III. Kerületi TVE                                                                | Budapesti AK                                                                      |
| 1905           | –                                                   | Budapesti AK                                                                     | Typographia SC                                                                   | Tisztviselők LE                                                                   |
| 1906–1907      | –                                                   | Törekvés SE                                                                      | Újpest-Rákospalotai AK                                                           | Tisztviselők LE                                                                   |
| 1907–1908      | –                                                   | 33 FC                                                                            | Nemzeti SC                                                                       | Újpest-Rákospalotai AK                                                            |
| 1908–1909      | –                                                   | Nemzeti SC                                                                       | 33 FC                                                                            | Postás SE                                                                         |
| 1909–1910      | –                                                   | 33 FC                                                                            | Újpest-Rákospalotai AK                                                           | Postás SE                                                                         |
| 1910–1911      | –                                                   | III. Kerületi TVE                                                                | Újpest-Rákospalotai AK                                                           | Kereskedelmi Alkalmazottak OE                                                     |
| 1911–1912      | –                                                   | Újpesti TE                                                                       | Újpest-Rákospalotai AK                                                           | Fővárosi TK                                                                       |
| 1912–1913      | –                                                   | III. Kerületi TVE                                                                | Erzsébetfalvi TC                                                                 | Kereskedelmi Alkalmazottak OE                                                     |
| 1913–1914      | –                                                   | Műegyetemi AFC                                                                   | Terézvárosi TC                                                                   | Fővárosi TK                                                                       |
| 1914-1915      | Pas de championnat officiel                         | Pas de championnat officiel                                                      | Pas de championnat officiel                                                      | Pas de championnat officiel                                                       |
| 1915-1916      | Pas de championnat officiel                         | Pas de championnat officiel                                                      | Pas de championnat officiel                                                      | Pas de championnat officiel                                                       |
| 1916–1917      | –                                                   | MÁV Gépgyár                                                                      | Nemzeti SC                                                                       | Testvériség SE                                                                    |
| 1917–1918      | AB                                                  | Testvériség SEÚjpesti TE                                                         | Nemzeti SCBudapesti SE                                                           | Fővárosi TKErzsébetfalvi MTK                                                      |
| 1918–1919      | AB                                                  | Testvériség SEÚjpesti TE                                                         | Nemzeti SCVérhalmi FC                                                            | Nyomdászok TEJózsefvárosi SC                                                      |
| 1919–1920      | KárpátiStobbe                                       | Erzsébeti TCVII. Kerület                                                         | Budapesti EACTestvériség SE                                                      | Kereskedelmi Alkalmazottak OEVívó AC                                              |
| 1920–1921      | KárpátiStobbe                                       | Budapest SEVívó AC                                                               | Nemzeti SCZuglói AC                                                              | Kereskedelmi Alkalmazottak OEÚjpesti Törekvés SE                                  |
| 1921–1922      | –                                                   | Műegyetemi AFC                                                                   | Zuglói AC                                                                        | Budapesti AK                                                                      |
| 1922–1923      | –                                                   | Újpesti Törekvés SE                                                              | 33 FC                                                                            | Budapesti EAC                                                                     |
| 1923–1924      | –                                                   | Budapesti EAC                                                                    | Nemzeti SC                                                                       | Terézvárosi TC                                                                    |
| 1924–1925      | –                                                   | 33 FC                                                                            | Erzsébeti TC                                                                     | Erzsébeti MTK                                                                     |
| 1925–1926      | –                                                   | Fővárosi TK                                                                      | Zuglói VII. kerületi AC                                                          | Újpesti Törekvés SE                                                               |
| 1926–1927      | –                                                   | Miskolci Attila Kör                                                              | Bocskai LSz                                                                      | BAK FC                                                                            |
| 1927–1928      | –                                                   | Somogy FC                                                                        | Turul FC                                                                         | Pesterzsébeti FSz                                                                 |
| 1928–1929      | –                                                   | Pécs-Baranya FC                                                                  | Miskolci Attila Kör                                                              | Rákospalotai FC                                                                   |
| 1929–1930      | –                                                   | Sabaria FC                                                                       | Vasas FC                                                                         | VAC FC                                                                            |
| 1930–1931      | –                                                   | Somogy FC                                                                        | Attila FC                                                                        | VAC FC                                                                            |
| 1931–1932      | –                                                   | Soroksári FC                                                                     | Szeged FC                                                                        | BAK TK                                                                            |
| 1932–1933      | –                                                   | Phöbus FC                                                                        | Vasas FC                                                                         | Szürketaxi FC                                                                     |
| 1933–1934      | –                                                   | Soroksári FC                                                                     | Erzsébeti TC FC                                                                  | Szürketaxi FC                                                                     |
| 1934–1935      | –                                                   | Budafok FC                                                                       | Nemzeti FC                                                                       | Szürketaxi FC                                                                     |
| 1935–1936      | –                                                   | Nemzeti SC                                                                       | Somogy-Baranya FC                                                                | Csepel FC                                                                         |
| 1936–1937      | –                                                   | Szürketaxi FC                                                                    | Csepel FC                                                                        | Alba Regia AK                                                                     |
| 1937–1938      | –                                                   | Szolnoki MÁV                                                                     | Csepel FC                                                                        | Erzsébet FC                                                                       |
| 1938–1939      | EstOuest                                            | Törekvés SESzombathelyi Haladás VSE                                              | Weisz Manfréd FCLampart FC                                                       | Diósgyőri MÁVAGSoproni FAC                                                        |
| 1939–1940      | AlföldDunántúlFelvidék                              | Weisz Manfréd FCTokodi ÜSCSalgótarjáni BTC                                       | MÁVAG SKSoproni FACDiósgyőri MÁVAG                                               | Újpest II.Lampart FCBSzKRT                                                        |
| 1940–1941      | DanubeKolozsvárPays sicule sudPays sicule nordTisza | Szegedi VSENagyváradi ACSepsiszentgyörgyi TextilMarosvásárhelyi SELampart FC     | Pécsi DVACNagybányai SEGyergyószentmiklósi SEMarosvásárhelyi PMTEMÁVAG SK        | Zuglói Danuvia SEKolozsvári ACKézdivásárhelyi SESzékelykeresztúri ACDebreceni VSC |
| 1941–1942      | MátyásRákócziZrínyi                                 | Törekvés SEVasas SCSzombathelyi Haladás VSE                                      | Debreceni VSCBSzKRT SESzombathelyi FC                                            | Kolozsvári MÁVBVSCSoproni VSE                                                     |
| 1942–1943      | MátyásRákócziSzéchenyiWesselényiZrínyi              | Debreceni VSCBVSCGyőri ETOBSZKRTSzegedi Vasutas SE                               | Nagybányai SEUngvári ACSzombathelyi FCZuglói DanuviaKaposvári RAC                | Kolozsvári MÁVKassai RACÉrsekújvári SEGanz TEKábelgyári SC                        |
| 1943–1944      | NordSudEstOuest                                     | Ungvári ACSzegedi AKSzentlőrinci ACMÁVAG SK                                      | Salgótarjáni SEGanz TENagybányai SEGyőri ETO                                     | Losonci AFCZuglói Danuvia SETörekvés SESzombathelyi Haladás VSE                   |
| 1944-1945      | Championnat interrompu                              | Championnat interrompu                                                           | Championnat interrompu                                                           | Championnat interrompu                                                            |
| 1945-1946      | Pas de championnat national                         | Pas de championnat national                                                      | Pas de championnat national                                                      | Pas de championnat national                                                       |
| 1946–1947      | CentreSudEstOuest                                   | Erzsébeti MTKElektromos Munkás SEMATEOSz Munkás SEMOGÜRT SC                      | Salgótarjáni BTCBékéscsabai Előre MTEDiósgyőri VTKPécsi Dinamó Villamostelepi AC | Salgótarjáni SEWolfner SEÓzdi VTKKaposvári MTE                                    |
| 1947–1948      | CentreSudEstOuest                                   | Er-So MaDISzGoldberger SEKistext SETatabányai SC                                 | Újpesti MTEMagyar Textil SEPerecesi TKDorogi AC                                  | Ganz TEElőre SEWolfner SEMÁV Dunántúli AC                                         |
| 1948–1949      | CentreSudEstOuest                                   | Dorogi ACElőre SCDebreceni VSENagykanizsa FC                                     | Budafoki MTESzolnoki LokomotívÓzdi VTKBp. Lokomotív                              | GázgyárMéMOSZ DraschePereces TKPécsi Bőrgyári TC                                  |
| 1949–1950      | CentreSudEstOuest                                   | Bőripari Dolgozók SESzegedi Szakszervezeti MTEDiósgyőri VasasTatabányai Tárna    | Budafoki MTESzolnoki LokomotívKerámia SEPécsi BTC                                | Pesterzsébeti VasasBudapesti LokomotívÓzdi VasasPápai Perutz SC                   |
| Automne 1950   | CentreSudEstOuest                                   | Soroksári Textil SKSzegedi Honvéd SESajószentpéteri TárnaTatabányai Építők       | Építők KSESzolnoki LokomotívCsillaghegyi TextilPécsi MESzHART Dinamó             | Magyar Pamut SCBudapesti LokomotívPerecesi TárnaPápai Textil                      |
| 1951           | CentreSudEstOuest                                   | Budapesti GyárépítőkVörös Lobogó KeltexBudapesti PostásPécsi Lokomotív           | Váci Vörös LobogóBudapesti ElőreÓzdi VasasTatabányai Bányász                     | Budapesti ÉpítőkBudapesti SzikraMiskolci Honvéd SECsillaghegyi Vörös Lobogó       |
| 1952           | CentreSudEstOuest                                   | Sztálin Vasmű ÉpítőkVasas IzzóMiskolci HonvédVörös Lobogó SorTex                 | Szikra GázművekSzegedi PetőfiÓzdi VasasTatabányai Bányász                        | Csillaghegyi Vörös LobogóBékéscsabai ÉpítőkBudapesti LokomotívPápai Vörös Lobogó  |
| 1953           | CentreSudEstOuest                                   | Szikra GázművekVasas IzzóDiósgyőri VasasPécsi Lokomotív                          | Tatabányai BányászLégierő SKMiskolci HonvédKomlói Bányász                        | Pápai Vörös LobogóBudapesti ElőreÓzdi VasasPápai Vörös Lobogó                     |
| 1954           | CentreSudEstOuest                                   | Budapesti Vörös MeteorLégierő SEÓzdi VasasKőbányai Dózsa                         | Tatabányai BányászBékéscsabai ÉpítőkNyíregyházi ÉpítőkPécsi Lokomotív            | Budapesti GyárépítőkBudapesti SzikraGödöllői DózsaPécsi Bányász                   |
| 1955           | EstOuest                                            | Szegedi HaladásTatabányai Bányász                                                | Budapesti TörekvésBudapesti Spartacus                                            | Budapesti Vörös MeteorSztálinvárosi Vasas                                         |
| 1956           | EstOuest                                            | Diósgyőri VTKKomlói Bányász SK                                                   | Budapesti VSCGyőri ETO                                                           | Kispesti TextilesDunapentelei SC                                                  |
| Printemps 1957 | Pas de championnat national                         | Pas de championnat national                                                      | Pas de championnat national                                                      | Pas de championnat national                                                       |
| 1957–1958      | SudEstOuest                                         | Budapesti VSCMiskolci VSCGyőri Vasas ETO                                         | Újpesti Tungsram TEDebreceni VSCSztálinvárosi Vasas                              | KISTEXT SEBudapesti Spartacus SCLáng-gépgyár SK                                   |
| 1958–1959      | EstOuest                                            | Szegedi EACPécsi Dózsa                                                           | Debreceni VSCKomlói Bányász SK                                                   | Borsodi BányászZalaegerszegi TE                                                   |
| 1959–1960      | EstOuest                                            | Debreceni VSCGyőri Vasas ETO                                                     | Kecskeméti DózsaFŐSPED Szállítók SE                                              | Szegedi VSEKomlói Bányász SK                                                      |
| 1960–1961      | EstOuest                                            | Ózdi Kohász SEKomlói Bányász SK                                                  | Szolnoki MÁV SESzombathelyi Haladás                                              | Ganz-MÁVAG SEFŐSPED Szállítók SE                                                  |
| 1961–1962      | EstOuest                                            | Debreceni VSCSzombathelyi Haladás                                                | Láng Vasas SKBudapesti VSC                                                       | Budapesti Előre SCSzékesfehérvári VT Vasas                                        |
| 1962–1963      | EstOuest                                            | Diósgyőri VTKCsepel SC                                                           | Ózdi Kohász SESzékesfehérvári VT Vasas                                           | Miskolci VSCDunaújvárosi Kohász SE                                                |
| Automne 1963   | –                                                   | Egyetértés SC                                                                    | Oroszlányi Bányász SK                                                            | Győri MÁV DAC                                                                     |
| 1964           | –                                                   | Salgótarjáni BTC                                                                 | Ózdi Kohász SE                                                                   | Oroszlányi Bányász SK                                                             |
| 1965           | –                                                   | Dunaújvárosi Kohász SE                                                           | Diósgyőri VTK                                                                    | Szombathelyi Haladás                                                              |
| 1966           | –                                                   | Szegedi EAC                                                                      | Egri Dózsa SC                                                                    | Komlói Bányász SK                                                                 |
| 1967           | –                                                   | Egyetértés SC                                                                    | Székesfehérvári VT Vasas                                                         | Budapesti VSC                                                                     |
| 1968           | –                                                   | Egri Dózsa SC                                                                    | Komlói Bányász SK                                                                | Kecskeméti Dózsa                                                                  |
| 1969           | –                                                   | Videoton SC                                                                      | Szegedi EOL                                                                      | Zalaegerszegi TE                                                                  |
| Printemps 1970 | AB                                                  | Pécsi BányászFŐSPED Szállítók SE                                                 | Egyetértés SCBudapesti Spartacus                                                 | Oroszlányi Bányász SKKecskeméti Dózsa                                             |
| 1970–1971      | –                                                   | Vörös Meteor Egyetértés SK                                                       | Egri Dózsa SC                                                                    | Oroszlányi Bányász SK                                                             |
| 1971–1972      | –                                                   | Szegedi EOL                                                                      | Zalaegerszegi TE                                                                 | Debreceni Vasutas SC                                                              |
| 1972–1973      | –                                                   | Haladás VSE                                                                      | Dorogi AC                                                                        | MÁV DAC                                                                           |
| 1973–1974      | –                                                   | Diósgyőri VTK                                                                    | Békéscsabai ESSC                                                                 | Komlói Bányász SK                                                                 |
| 1974–1975      | –                                                   | Szegedi EOL SC                                                                   | Kaposvári Rákóczi SC                                                             | Volán SC                                                                          |
| 1975–1976      | –                                                   | Dunaújvárosi Kohász SE                                                           | Dorogi AC                                                                        | Budafoki MTE Kinizsi                                                              |
| 1976–1977      | –                                                   | Pécsi Munkás SC                                                                  | Székesfehérvári MÁV Előre SC                                                     | Budafoki MTE Kinizsi                                                              |
| 1977–1978      | –                                                   | Salgótarjáni TC                                                                  | Bp. Vasas Izzó                                                                   | Debreceni Vasutas SC                                                              |
| 1978–1979      | CentreEstOuest                                      | Volán SCDebreceni VSCPécsi VSK                                                   | Szegedi DózsaNyíregyházi VSSCKomlói Bányász SK                                   | BVSCEger SEKaposvári Rákóczi                                                      |
| 1979–1980      | CentreEstOuest                                      | Csepel SCNyíregyházi VSSCKaposvári Rákóczi SC                                    | Bp. Vasas IzzóSzolnoki MÁV MTEHaladás Vasutas SE                                 | Szegedi EOL AKHÓDGÉP Metripond SENagykanizsai Olajbányász SE                      |
| 1980–1981      | CentreEstOuest                                      | Szegedi EOL AKÓzdi Kohász SEHaladás Vasutas SE                                   | Ganz-MÁVAG SEGyulai SENagykanizsai Olajbányász SE                                | Honvéd Bem József SEHódmezővásárhelyi MSEKeszthelyi Haladás SC                    |
| 1981–1982      | CentreEstOuest                                      | MTK-VMKazincbarcikai VegyészNagykanizsai Olajbányász SE                          | 22.sz Volán SCEger SETapolcai Bauxitbányász SE                                   | Dorogi ACHódmezővásárhelyi MSESzekszárdi Dózsa SC                                 |
| 1982–1983      | –                                                   | Volán SC                                                                         | Szegedi EOL AK                                                                   | Salgótarjáni TC                                                                   |
| 1983–1984      | –                                                   | Eger SE                                                                          | Debreceni MVSC                                                                   | Békéscsabai Előre Spartacus                                                       |
| 1984–1985      | –                                                   | Volán SC                                                                         | Siófoki Bányász                                                                  | Váci Izzó MTE                                                                     |
| 1985–1986      | –                                                   | Dunaújvárosi Kohász                                                              | Eger SE                                                                          | Szegedi EOL Délép SE                                                              |
| 1986–1987      | –                                                   | Kaposvári Rákóczi SC                                                             | Váci Izzó MTE                                                                    | Volán SC                                                                          |
| 1987–1988      | –                                                   | Veszprém SE                                                                      | Dunaújvárosi Kohász                                                              | Szeged SC                                                                         |
| 1988–1989      | EstOuest                                            | Debreceni MVSCCsepel SC                                                          | Szeged SCOroszlányi Bányász SK                                                   | Szarvasi Vasas Spartacus SENagykanizsai Olajbányász SE                            |
| 1989–1990      | EstOuest                                            | Szeged SCVolán SC                                                                | Kazincbarcikai Vegyész SEDunaferr SE                                             | BVSCOroszlány                                                                     |
| 1990–1991      | EstOuest                                            | BVSC-MávtranspedHaladás VSE                                                      | Diósgyőri VTKZalaegerszegi TE                                                    | Csepel SCDunaferr SE                                                              |
| 1991–1992      | EstOuest                                            | Békéscsabai Előre FCCsepel SC                                                    | Nyíregyházi VSCBKV Előre SC                                                      | Kabai EgyetértésDorogi Bányász SC                                                 |
| 1992–1993      | EstOuest                                            | Debreceni Vasutas SCHaladás VSE                                                  | FC HatvanEMDSZ-Soproni LC                                                        | Tiszavasvári Alkaloida SEBKV Előre SC                                             |
| 1993–1994      | EstOuest                                            | Kiskörős-Stadler FCNagykanizsai Olajbányász SE                                   | FC HatvanZalaegerszegi TE                                                        | III. Kerületi TVEDunaferr SE                                                      |
| 1994–1995      | EstOuest                                            | MTKHaladás VSE                                                                   | Salgótarjáni BTCBKV Előre SC                                                     | Kazincbarcikai SCSiófoki Bányász SE                                               |
| 1995–1996      | EstOuest                                            | III. Kerületi TVESiófoki Bányász FC                                              | Tiszakécske FCMatáv SC Sopron                                                    | Diósgyőri FCRákóczi-Kaposcukor FC                                                 |
| 1996–1997      | EstOuest                                            | Tiszakécske FC-EurobuszGázszer FC                                                | Diósgyőri FCDunaferr SE                                                          | Nyíregyházai FCÉrdi VSE                                                           |
| 1997–1998      | –                                                   | Nyíregyházai FC                                                                  | Dunaferr SE                                                                      | III. Kerületi TVE                                                                 |
| 1998–1999      | –                                                   | Lombard FC Tatabánya                                                             | 1. FC Nagykanizsa                                                                | Szeged LC                                                                         |
| 1999–2000      | –                                                   | Videoton FC Fehérvár                                                             | Matáv Sopron FC                                                                  | BKV Előre SC                                                                      |
| 2000–2001      | EstOuest                                            | BKV Előre SCHaladás                                                              | Kecskeméti FCSzázhalombatta                                                      | Nyírség-Spartacus FCPécsi Mecsek FC                                               |
| 2001–2002      | EstOuest                                            | Békéscsabai EFCSiófok FC                                                         | Diósgyőri VTKCelldömölki VSE                                                     | Szolnoki MÁV FCKaposvári Rákóczi                                                  |
| 2002–2003      | –                                                   | Pécsi Mecsek FC                                                                  | Lombard FC Haladás                                                               | Büki TK-Bükfürdő-HH                                                               |
| 2003–2004      | –                                                   | Budapest Honvéd FC                                                               | Budapesti Vasas                                                                  | NABI-Kaposvári Rákóczi FC                                                         |
| 2004–2005      | –                                                   | FC Tatabánya-Auto Trader                                                         | Rákospalotai EAC                                                                 | Dunakanyar-Vác FC                                                                 |
| 2005–2006      | EstOuest                                            | Dunakanyar-Vác FCPaksi SE                                                        | Szolnoki MÁV FCFelcsút SE                                                        | JászapátGyirmót SE                                                                |
| 2006–2007      | EstOuest                                            | Nyíregyháza Spartacus FCBFC Siófok                                               | Ferencvárosi TCSzombathelyi Haladás                                              | Orosháza FCFelcsút SE                                                             |
| 2007–2008      | EstOuest                                            | Kecskeméti TESzombathelyi Haladás                                                | Szolnoki MÁV FC - MondiFC Felcsút                                                | Ferencvárosi TCGyirmót SE                                                         |
| 2008–2009      | EstOuest                                            | Ferencvárosi TCGyirmót SE                                                        | Debreceni VSC-DEACLombard Pápa Termál FC                                         | Makói FCPécsi Mecsek FC                                                           |
| 2009–2010      | EstOuest                                            | Szolnoki MÁV FCBFC Siófok                                                        | Debreceni VSC-DEACGyirmót SE                                                     | Dunakanyar-Vác FCPécsi Mecsek FC                                                  |
| 2010–2011      | EstOuest                                            | Diósgyőri VTKPécsi Mecsek FC                                                     | Mezőkövesd-Zsóry SEGyirmót FC                                                    | Nyíregyháza Spartacus FCVideoton FC-Puskás Akadémia                               |
| 2011–2012      | EstOuest                                            | Egri FCMTK Budapest FC                                                           | Szolnoki MÁV FCGold-Sport-Kozármisleny SE                                        | Békéscsaba 1912 Előre SEGyirmót FC                                                |
| 2012–2013      | EstOuest                                            | Mezőkövesd-Zsóry SEPuskás Akadémia FC                                            | Vasas FCKozármisleny FC                                                          | Békéscsabai 1912 Előre SEGyirmót FC Győr                                          |
| 2013–2014      | –                                                   | Nyíregyháza Spartacus FC                                                         | Dunaújváros PASE                                                                 | Gyirmót FC Győr                                                                   |
| 2014–2015      | –                                                   | Vasas FC                                                                         | Békéscsaba 1912 Előre SE                                                         | Gyirmót FC Győr                                                                   |
| 2015–2016      | –                                                   | Gyirmót FC Győr                                                                  | Mezőkövesdi SE                                                                   | Zalaegerszeg TE FC                                                                |
| 2016–2017      | –                                                   | Puskás Akadémia FC                                                               | Balmazújvárosi FC                                                                | Kisvárda F.C.                                                                     |
| 2017–2018      | –                                                   | MTK Budapest FC                                                                  | Kisvárda F.C.                                                                    | Békéscsaba 1912 Előre SE                                                          |
| 2018–2019      | –                                                   | Zalaegerszeg TE FC                                                               | Kaposvári Rákóczi FC                                                             | Gyirmót FC Győr                                                                   |
| 2019–2020      | –                                                   | Compétition abandonnée en raison de la pandémie de Covid-19 ; titre non attribué | Compétition abandonnée en raison de la pandémie de Covid-19 ; titre non attribué | Compétition abandonnée en raison de la pandémie de Covid-19 ; titre non attribué  |
| 2020–2021      | –                                                   | Debreceni VSC                                                                    | Gyirmót FC Győr                                                                  | Vasas SC                                                                          |
| 2021–2022      | –                                                   | Vasas SC                                                                         | Kecskeméti TE                                                                    | Diósgyőri VTK                                                                     |
| 2022–2023      | –                                                   | Diósgyőri VTK                                                                    | MTK Budapest FC                                                                  | FC Ajka (en)                                                                      |
| 2023-2024      | –                                                   | Nyíregyháza Spartacus FC                                                         | Győri ETO FC                                                                     | Vasas SC                                                                          |
| 2024-2025      | –                                                   | Kisvárda FC                                                                      | Kazincbarcikai SC                                                                | Vasas SC                                                                          |